# Francisco José Alcaraz
Francisco José Alcaraz Martos, né le 1er novembre 1968 à Torredonjimeno (province de Jaén, Espagne), est un homme politique espagnol. En janvier 2019, il devient le premier sénateur du parti Vox.

## Biographie
Coiffeur de profession, il perd son frère et deux de ses nièces le 11 décembre 1987 à la suite d'un attentat de l'ETA à Saragosse.
Il devient membre de l'association AVT (Asociación de Víctimas del Terrorismo). Après quelques années, il en devient le porte-parole et le président entre 2004 et 2008. Il est l'un des principaux promoteurs des théories du complot sur les attentats de Madrid du 11 mars 2004,,. Il reconnait le « caractère politique » d'AVT et met l'association au service du Parti Populaire. En juillet 2009, il quitte cette association en raison d'un désaccord et fonde "Voces contra el Terrorismo" (VcT).
Né dans une famille catholique, Alcaraz est devenu un membre actif des témoins de Jéhovah dans les années 1980 (évitant ainsi la conscription sur la base de ces croyances) avant de rejoindre le christianisme évangélique, dont il s'éloignera plus tard,.
Après avoir siégé au Sénat en tant que sénateur désigné par le parlement d'Andalousie, il est élu député aux élections générales de novembre 2019.